# Jean-Louis Guez de Balzac
Jean-Louis Guez de Balzac, född 31 maj 1597 och död 18 februari 1654, var en fransk författare.
Balzac är från litteraturhistorisk synpunkt viktig, då han var den förste, som i Frankrike odlade det i litterär avsikt nedskrivna brevet och som i hög grad bidragit till den klassiska franska prosastilens utveckling. Han har dock ansetts vara en frasmakare, som ägnade all uppmärksamhet åt att skapa välbyggda och välklingande satser. Balzacs främsta arbeten är Lettres (1624) och Le Prince (1631).